# 國立臺灣師範大學音樂學院
國立臺灣師範大學音樂學院（英語：College of Music, National Taiwan Normal University）成立於2007年8月，院所除了主要培養音樂教師和專業音樂人，另一核心為音樂數位典藏中心，以保存臺灣音樂文獻為主要工作。

## 沿革
音樂學院裡的音樂學系，前身為台灣省立師範學院的兩年制音樂專修科，成立於1946年6月，當時僅招收一屆學生，隔年轉型為五年制音樂科系，持續培養音樂專業人才。1980年成立藝術學院，是臺灣第一所音樂研究所，設有音樂學、作曲、指揮三組。2007年8月配合師範大學轉型，獨立成立音樂學院，將75年歷史的音樂學系隸屬於其中。

## 歷任院長
| 任次 | 姓名   | 屆次 | 任職日期  | 離職日期  | 備註                       |
| ---- | ------ | ---- | --------- | --------- | -------------------------- |
| 1    | 許瑞坤 | 1    | 2007年8月 | 2009年7月 |                            |
| 1    | 許瑞坤 | 2    | 2009年8月 | 2011年7月 |                            |
| 2    | 錢善華 | 3    | 2011年8月 | 2013年7月 |                            |
| 2    | 錢善華 | 4    | 2013年8月 | 2015年7月 |                            |
| 3    | 楊艾琳 | 5    | 2015年8月 | 2018年7月 | 改制為三年一屆，以一屆為限 |
| 4    | 陳沁紅 | 6    | 2018年8月 | 2021年7月 |                            |
| 5    | 廖嘉弘 | 7    | 2021年8月 | 2024年7月 |                            |
| 6    | 陳曉雰 | 8    | 2024年8月 | 在任      |                            |

## 建築
- 臺灣師範大學音樂系演奏廳[6]
- 師大古蹟音樂廳[6]
- 知音劇場[6]
- 綜合大樓演藝廳

## 出版物
- 《音樂研究》[7]

## 相關活動
- 師大音樂節[8]
- 臺師大阿勃勒盃歌唱大賽[9]
- 高行健藝術節[10]
- 知音音樂劇大賞[11]

## 外部連結
- 音樂學系 （页面存档备份，存于）
- 民族音樂研究所 （页面存档备份，存于）
- 表演藝術研究所 （页面存档备份，存于）
- 流行音樂產業碩士專班 （页面存档备份，存于）
- 臺師大阿勃勒盃歌唱大賽 （页面存档备份，存于）

1. ↑  教育部高級中等以下學校及幼兒園教師資格考試專案辦公室
2. ↑  教育部高級中等以下學校及幼兒園教師證書核發作業工作小組／高級中等學校專業及技術教師資格審核、對照表修訂及師資培育專門課程基準規劃工作小組／國外大學以上學歷普通課程專門課程及教育專業課程審查小組